# Parvacoccum pini
Parvacoccum pini är en svampart som beskrevs av R.S. Hunt & A. Funk 1988. Parvacoccum pini ingår i släktet Parvacoccum och familjen Rhytismataceae.   Inga underarter finns listade i Catalogue of Life.